# Simonov (udde)
Simonov är en udde i Antarktis. Den ligger i Östantarktis. Australien gör anspråk på området.
Terrängen inåt land är platt. Havet är nära Simonov åt nordost. Trakten är obefolkad. Det finns inga samhällen i närheten.